# Tanjung Genting (Gunung Kerinci)
Tanjung Genting is een bestuurslaag in het regentschap Kerinci van de provincie Jambi, Indonesië. Tanjung Genting telt 1149 inwoners (volkstelling 2010).